# Östra Ed
För andra betydelser, se Östra Ed (olika betydelser).
Östra Ed är kyrkbyn i Östra Eds socken i norra Småland. Orten tillhör sedan 1971 Östergötlands län men alltjämt landskapet Småland. Den tillhör också Valdemarsviks kommun. Byn ligger vid östra stranden av Edsviken.
Östra Eds kyrka ligger i denna ort.